# Wiktor Antipin
Wiktor Władimirowicz Antipin, ros. Виктор Владимирович Антипин (ur. 6 grudnia 1992 w Ust-Kamienogorsku, Kazachstan) – rosyjski hokeista pochodzenia kazachskiego, reprezentant Rosji.
Jego ojciec Władimir (ur. 1970) także został hokeistą, reprezentantem Kazachstanu, został trenerem.

## Kariera
- Mietałłurg 2 Magnitogorsk (2008-2009)
- Stalnyje Lisy Magnitogorsk (2009-2012)
- Mietałłurg Magnitogorsk (2010-2017)
- Buffalo Sabres (2017-2018)
- Mietałłurg Magnitogorsk (2018-2020)
- SKA Sankt Petersburg (2020-2021)
- Witiaź Podolsk (2021)
- Saławat Jułajew Ufa (2021-2023)
- Traktor Czelabińsk (2023-)

Wychowanek Mietałłurga Magnitogorsk. We wrześniu 2013 przedłużył kontrakt z klubem o trzy lata. Pozostawał w klubie do kwietnia 2017. Od maja 2017 zawodnik Buffalo Sabres w lidze NHL. W czerwcu 2018 władze klubu nie przedłużyły z nim kontraktu. Od lipca 2018 ponownie zawodnik Mietałłurga Magnitogorsk. W maju 2020 przeszedł do SKA. W czerwcu 2021 przeszedł do Witiazia Podolsk. W listopadzie 2021 przeszedł do, gdzie w kwietniu 2022 przedłużył kontrakt, a rok później został zwolniony. W maju 2023 został ogłoszony jego transfer do Traktora Czelabińsk.
W barwach Rosji uczestniczył w turniejach mistrzostw świata juniorów do lat 18 2010, mistrzostw świata juniorów do lat 20 2012, mistrzostw świata w 2015, 2016, 2017.

## Sukcesy
Reprezentacyjne
- Srebrny medal mistrzostw świata juniorów do lat 20: 2012
- Srebrny medal mistrzostw świata: 2015
- Brązowy medal mistrzostw świata: 2016, 2017

Klubowe
- Złoty medal MHL /  Puchar Charłamowa: 2010 ze Stalnyje Lisy Magnitogorsk
- Srebrny medal MHL: 2011 ze Stalnyje Lisy Magnitogorsk
- Brązowy medal MHL: 2012 ze Stalnyje Lisy Magnitogorsk
- Puchar Gagarina – mistrzostwo KHL: 2014, 2016 z Mietałłurgiem Magnitogorsk
- Złoty medal mistrzostw Rosji: 2014, 2016 z Mietałłurgiem Magnitogorsk
- Finał o Puchar Gagarina: 2017 z Mietałłurgiem Magnitogorsk
- Srebrny medal mistrzostw Rosji: 2017 z Mietałłurgiem Magnitogorsk

Indywidualne
- KHL (2012/2013):
  - Najlepszy pierwszoroczniak miesiąca - listopad 2012[13]
  - Czwarte miejsce w klasyfikacji strzelców wśród obrońców w sezonie zasadniczym: 10 goli
- KHL (2013/2014):
  - Najlepszy obrońca miesiąca - styczeń 2014
  - Piąte miejsce w klasyfikacji +/- w sezonie zasadniczym: +27
  - Drugie miejsce w klasyfikacji strzelców wśród obrońców w fazie play-off: 4 gole
  - Czwarte miejsce w klasyfikacji kanadyjskiej wśród obrońców w fazie play-off: 9 punktów
  - Czwarte miejsce w klasyfikacji +/- w fazie play-off: +9
  - Najlepszy obrońca - finał o Puchar Gagarina
- KHL (2014/2015):
  - Piąte miejsce w klasyfikacji kanadyjskiej wśród obrońców w fazie play-off: 7 punktów
  - Nagroda Dżentelmen na Lodzie dla obrońcy (honorująca graczy, którzy łączą sportową doskonałość z nieskazitelnym zachowaniem)
- KHL (2015/2016):
  - Piąte miejsce w klasyfikacji kanadyjskiej wśród obrońców w fazie play-off: 7 punktów
  - Pierwsze miejsce w klasyfikacji liczby zablokowanych strzałów w fazie play-off: 35
- KHL (2016/2017):
  - Pierwsze miejsce w klasyfikacji strzelców wśród obrońców w fazie play-off: 7 goli
  - Czwarte miejsce w klasyfikacji kanadyjskiej wśród obrońców w fazie play-off: 11 punktów
  - Najlepszy obrońca - finał o Puchar Gagarina[14]
  - Złoty Kask (przyznawany sześciu zawodnikom wybranym do składu gwiazd sezonu)[15][16]
- KHL (2018/2019):
  - Czwarte miejsce w klasyfikacji strzelców w sezonie zasadniczym: 11 goli